# Bieganów (województwo mazowieckie)
Bieganów – wieś w Polsce położona w województwie mazowieckim, w powiecie grodziskim, w gminie Jaktorów.
W skład sołectwa Bieganów wchodzi także Mariampol.
W latach 1975–1998 miejscowość administracyjnie należała do województwa skierniewickiego.
Przez miejscowość przebiega linia kolejowa nr 4.
We wsi mieści się cmentarz Parafii w Międzyborowie.